# Capanemia lossiana
Capanemia lossiana là một loài thực vật có hoa trong họ Lan. Loài này được L.Kollmann mô tả khoa học đầu tiên năm 2007.